# Jim Hill (Canouan)
Jim Hill ist ein Hügel auf der Karibikinsel Canouan im Staat St. Vincent und die Grenadinen. Er liegt im Süden der Insel und ist neben Taffia Hill die südlichste Anhöhe der Insel. Er hat eine Gipfelhöhe von 74 m.
Er erhebt sich südlich von Charlestown und rahmt die Stadt zusammen mit Happy Hill und Riley Hill ein. Nach Osten überblickt er die Barbruce Bay und nach Westen die Friendship Bay. Der südlichste Punkt ist Friendship Point.